# Góry Wylkańskie
Góry Wylkańskie, Munții Vâlcan (531.36) – pasmo górskie w Karpatach Południowych w Rumunii. Należą do Grupy Godeanu-Retezat. Ciągną się przez ok. 54 km, najwyższa kulminacja ma 1946 m wysokości. Góry te leżą równolegle do doliny rzeki Jiu.